# Simorangkir Habinsaran
Simorangkir Habinsaran is een bestuurslaag in het regentschap Tapanuli Utara van de provincie Noord-Sumatra, Indonesië. Simorangkir Habinsaran telt 512 inwoners (volkstelling 2010).